# Kristensen (Familienname)
Kristensen ist ein dänischer und norwegischer Familienname.

## Namensträger
- Adam Kristensen (* 1956), grönländischer Politiker
- André Bergsholm Kristensen (* 2000), norwegischer Handballspieler
- Anna Kristensen (* 2000), dänische Handballspielerin
- Axel Kristensen (1873–1952), dänischer Sportschütze
- Berit Kristensen (* 1983), dänische Handballspielerin
- Bjørk Lange Kristensen (* 1989), grönländischer Politiker
- Bjørn Martin Kristensen (* 2002), philippinisch-norwegischer Fußballspieler
- Bjorn Kristensen (* 1993), maltesischer Fußballspieler
- Christian Kristensen (1926–2005), dänischer Boxer, siehe Christian Christensen (Boxer)
- Finn Kristensen (* 1936), norwegischer Politiker
- Frank Kristensen (* 1977), dänischer Fußballspieler
- Frederik Kristensen (1952–2021), grönländischer Maler, Bildhauer, Musiker und Dichter
- Gunhild Kristensen (1919–2002), niederländische Glasmalerin und Textilkünstlerin
- Gustav Kristiansen (1904–1988), norwegischer Radrennfahrer
- Hans M. Kristensen (* 1961), dänischer Friedensforscher
- Henrik Dam Kristensen (* 1957), dänischer Politiker
- Jørgen Kristensen (* 1946), dänischer Fußballspieler
- Kamilla Kristensen, Geburtsname von Kamilla Larsen (* 1983), dänische Handballspielerin
- Knud Kristensen (1880–1962), dänischer Politiker
- Lennie Kristensen (* 1968), dänischer Radrennfahrer
- Linda Elvira Kristensen (* 1966), dänische Schauspielerin
- Line Gyldenløve Kristensen (* 1987), dänische Handball- und Beachhandballspielerin
- Lisbeth Kristensen (* 1972), dänische Triathletin
- Leonard Kristensen (1857–1911), norwegischer Kapitän und Polarforscher
- Mads Nyboe Kristensen (* 1984), dänischer Basketballspieler
- Marlene Kristensen (* 1973), dänische Fußballspielerin
- Mathilde Kristensen (* 1993), dänische Handballspielerin
- Mie Schjøtt-Kristensen (* 1984), dänische Badmintonspielerin
- Mirjam Kristensen (* 1978), norwegische Schriftstellerin
- Monica Kristensen Solås (* 1950), norwegische Polarforscherin und Schriftstellerin
- Naja Kristensen (* 1968), grönländische Politikerin
- Nanna Kristensen-Randers (1864–1908), dänische Rechtsanwältin und Schulleiterin
- Niels Kristensen (Ruderer) (1920–1999), dänischer Ruderer
- Niels Kristensen (Badminton) (* um 1975), dänischer Badmintonspieler
- Niels Peder Kristensen (1943–2014), dänischer Entomologe
- Preben Kristensen (Schauspieler) (* 1953), dänischer Schauspieler und Entertainer
- Preben Lundgren Kristensen (1923–1986), dänischer Radrennfahrer
- Rasmus Kristensen (* 1997), dänischer Fußballspieler
- Rasmus Abildgaard Kristensen, dänischer Diplomat
- Reinhardt Kristensen (* 1948), dänischer Biologe
- Sigurd Kristensen (* 1963), dänischer Fußball- und Futsalspieler
- Sören Kristensen (* 1964), deutscher Politiker (UL)
- Sven Møller Kristensen (1909–1991), dänischer Literaturhistoriker, -kritiker und -soziologe
- Svend Erik Kristensen (* 1956), dänischer Marathonläufer
- Thomas Kristensen (Sportkommentator)  (* 1970 oder 1971), dänischer Sportkommentator
- Thomas Kristensen (Fußballspieler) (* 1983), dänischer Fußballspieler
- Thomas Kristensen (Handballspieler) (* 1990), norwegischer Handballspieler
- Thomas Thiesson Kristensen (* 2002), dänischer Fußballspieler
- Thor Kristensen (* 1980), dänischer Ruderer
- Thorkil Kristensen (1899–1989), dänischer Politiker
- Tom Kristensen (Autor, 1893) (1893–1974), dänischer Autor und Literaturkritiker
- Tom Kristensen (Autor, 1955) (* 1955), norwegischer Autor
- Tom Kristensen (Rennfahrer) (* 1967), dänischer Autorennfahrer
- Tommy Kristensen (* 1939), dänischer Leichtathlet
- Turid Kristensen (* 1966), norwegische Politikerin
- William Brede Kristensen (1867–1953), norwegischer Kirchenhistoriker